# مارکو دالویا
مارکو دالویا (انگلیسی: Marco D'Aloia؛ زادهٔ ۲۱ ژوئیهٔ ۲۰۰۱) بازیکن فوتبال اهل ایتالیا است.